# Alt Gr
Tipka Alt Gr (engl. Alternate Graphic) nalazi se, s iznimkom američkih, u pravilu desno od razmaknice na AT tipkovnicama.
Tipka Alt Gr odgovara kombinaciji tipki Ctrl+Alt i može se upotrebljavati s ostalim tipkama radi unosa dodatnih znakova. Microsoft Word razlikuje lijevu i desnu tipku Alt tako da se može primjenjivati kombinacija tipki Ctrl+Alt i Alt Gr.
Uz to je i modifikacijska tipka koja se upotrebljava za unos nekih znakova, ponajprije onih koji nisu uobičajeni za jezik rasporeda tipkovnice, kao što su strani simboli za novčane jedinice i slova s naglascima. Ako tipka ima treći simbol na sebi (na prednjoj uspravnoj strani ili donjem desnom kutu gornje površine, ponekad u drugoj boji), onda se često Alt Gr upotrebljava za odabir tog simbola.